# Etmopterus carteri
Etmopterus carteri, también conocido como tiburón linterna cilíndrico, es una especie de pez de la familia Dalatiidae en el orden de los Squaliformes.

## Morfología
Los machos pueden alcanzar 21,2 cm de longitud total.

## Reproducción
Es ovovivíparo.

## Hábitat
Es un pez de mar y de aguas profundas que vive entre 283-356 m de profundidad.

## Distribución geográfica
Se encuentra en el Mar Caribe, en la costa de Colombia.